# لیسچیانو نیکونه
لیسچیانو نیکونه (به ایتالیایی: Lisciano Niccone) یک کومونه در ایتالیا است که در استان پروجا واقع شده‌است.

## خصوصیات
لیسچیانو نیکونه ۳۵٫۴ کیلومترمربع مساحت و ۶۶۷ نفر جمعیت دارد و ۳۱۴ متر بالاتر از سطح دریا واقع شده‌است.